# Natal'ja Bestem'janova
Natal'ja Filimonovna Bestem'janova (in russo Наталья Филимоновна Бестемьянова?; Mosca, 6 gennaio 1960) è un'ex danzatrice su ghiaccio sovietica, dal 1993 russa.

## Palmarès

### Danza su ghiaccio con Andrej Bukin
| Internazionali            | Internazionali | Internazionali | Internazionali | Internazionali | Internazionali | Internazionali | Internazionali | Internazionali | Internazionali | Internazionali | Internazionali |
| Evento                    | 1977–78        | 1978–79        | 1979–80        | 1980–81        | 1981–82        | 1982–83        | 1983–84        | 1984–85        | 1985–86        | 1986–87        | 1987–88        |
| ------------------------- | -------------- | -------------- | -------------- | -------------- | -------------- | -------------- | -------------- | -------------- | -------------- | -------------- | -------------- |
| Giochi olimpici invernali |                |                | 8°             |                |                |                | 2°             |                |                |                | 1°             |
| Campionati mondiali       |                | 10°            |                | 3°             | 2°             | 2°             | 2°             | 1°             | 1°             | 1°             | 1°             |
| Campionati europei        |                |                | 6°             | 4°             | 2°             | 1°             | 2°             | 1°             | 1°             | 1°             | 1°             |
| Skate America             |                |                | 2°             |                |                |                |                |                |                |                |                |
| NHK Trophy                |                |                |                |                |                |                |                |                |                | 1°             | 1°             |
| Prize of Moscow News      |                | 4°             | 2°             | 3°             | 1°             | 1°             | 1°             | 2°             | 1°             |                |                |
| Nazionali                 |                |                |                |                |                |                |                |                |                |                |                |
| Campionati sovietici      | 3°             | 4°             | 2°             | 3°             | 1°             | 1°             |                | 2°             |                | 1°             |                |

### Individuale femminile
| Internazionali | Internazionali |
| Evento         | 1976–77        |
| -------------- | -------------- |
| Prague Skate   | 5°             |